# Amphiglossus crenni
Amphiglossus crenni är en ödleart som beskrevs av  François Mocquard 1906. Amphiglossus crenni ingår i släktet Amphiglossus och familjen skinkar. IUCN kategoriserar arten globalt som livskraftig. Inga underarter finns listade i Catalogue of Life.

## Bildgalleri

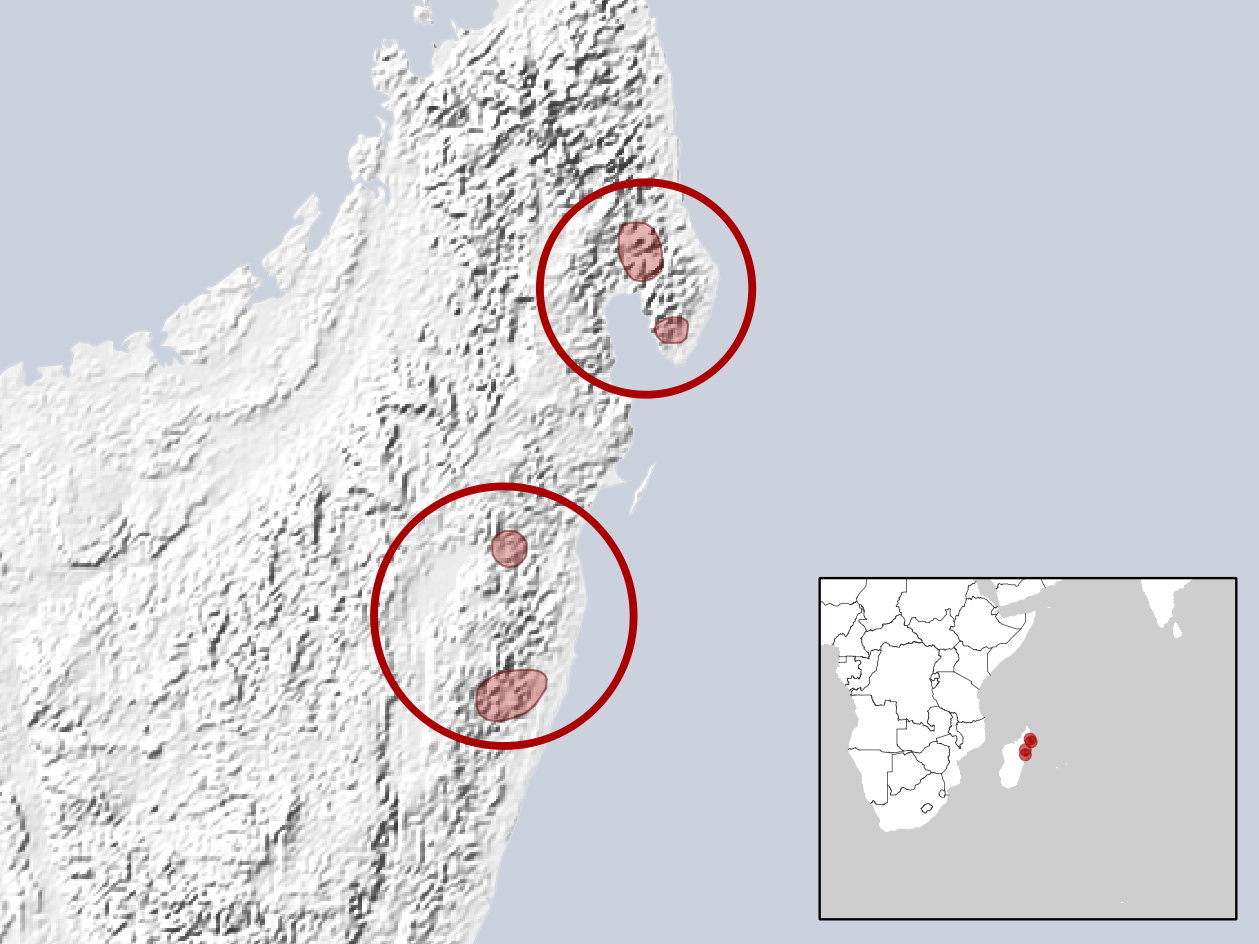